# 迭戈·洛佩斯 (2002年)
迭戈·洛佩斯·诺格罗尔（西班牙語：Diego López Noguerol，2002年5月13日—），西班牙男子足球运动员。他曾代表西班牙国奥队参加2024年夏季奥林匹克运动会男子足球比赛，获得一枚金牌。